# Euorodalus elephanthinus
Euorodalus elephanthinus är en skalbaggsart som beskrevs av Rudolph Petrovitz 1967. Euorodalus elephanthinus ingår i släktet Euorodalus och familjen Aphodiidae. Inga underarter finns listade i Catalogue of Life.